# Małoszujka
Małoszujka (ros. Малошуйка) – osiedle typu miejskiego w północnej Rosji, na terenie obwodu archangielskiego, w północno-wschodniej Europie.
Miejscowość liczy 2 771 mieszkańców (2014 r.).
Znajdują tu się stacja kolejowa Małoszujka i przystanek kolejowy 183 km, położone na linii Biełomorsk – Obozierskij.

## Historia
W okresie II wojny światowej tu istniał obóz pracy przymusowej. W obozie był więziony polski wojskowy Franciszek Malik.